# Хаммонд, Томас Тейлор
То́мас Те́йлор Ха́ммонд (англ. Thomas Taylor Hammond; 15 сентября 1920, Атланта, Джорджия — 11 февраля 1993, Шарлотсвилл, Виргиния, США) — американский учёный, специалист по истории России и СССР, общественный деятель, преподаватель и фотограф. Профессор Виргинского университета, основатель Центра изучения России и Восточной Европы (англ. Center for Russian and East European Studies); автор книг о российской истории и серий фотографий, посвящённых жизни и быту Советского Союза середины 1950—1970-х годов.

## Биография
Родился в 1920 году в Атланте в семье журналиста Перси Уотерса (англ. Percy Waters Hammond) и Элизабет (урожд. Денман; англ. Elizabeth (Denman) Hammond) Хаммондов. В 1941 году окончил Университет Миссисипи со степенью бакалавра. Продолжил обучение в Университете штата Северная Каролина, который окончил в 1943 году, получив степень магистра экономики.
В годы Второй мировой войны служил во флоте в Тихом океане в звании лейтенанта. После войны преподавал историю в Университете Эмори, затем в Университете штата Луизиана в Батон-Руже. Изучал историю России в Русском институте Колумбийского университета, где получил вторую степень магистра (M.A., 1948) и докторскую степень (Ph.D., 1954).
В 1950—1970-х годах неоднократно приезжал в СССР. Сделал серии фотографий, запечатлевших сцены советской жизни и быта.
В 1949—1991 годах преподавал на историческом факультете Виргинского университета, читал лекции по истории и внешней политике СССР и Восточной Европы. К середине 1960-х годов стал ведущим специалистом университета по российской истории. В 1963 году получил статус профессора. Основал и возглавил университетский Центр изучения России и Восточной Европы (англ. Center for Russian and East European Studies), занимавшийся исследованиями в области советской экономики, внутренней и внешней политики и культуры.
В 1991 году вышел на пенсию в статусе professor emeritus.
Умер в 1993 году от последствий инсульта в госпитале Виргинского университета (англ. University of Virginia Hospital) в Шарлотсвилле.

## Научная и общественная деятельность
Томас Тейлор Хаммонд — автор книг о Советском Союзе и странах социалистического лагеря: «Югославия: Между Востоком и Западом» (англ. «Yugoslavia: Between East and West», 1954), «Ленин о профсоюзах и революции» (англ. «Lenin on Trade Unions and Revolution», 1957), «Красный флаг над Афганистаном: Советское вторжение в Афганистан и его последствия» (англ. «Red flag over Afghanistan: The Soviet invasion of Afghanistan and its consequences», 1982), редактор изданий «Советская внешняя политика и мировой коммунизм: Избранная аннотированная библиография из 7000 изданий на 30 языках» (англ. «Soviet foreign relations and world communism: A selected, annotated bibliography of 7,000 books in 30 languages», 1965), «Анатомия коммунистических переворотов» (англ. «The anatomy of communist takeovers», 1971, 1975), «Свидетели истоков холодной войны» (англ. «Witnesses to the origins of the Cold War», 1982).
За книгу «Анатомия коммунистических переворотов» получил премию Общества Phi Beta Kappa (1976). Статьи и книжные рецензии Хаммонда публиковались в журналах «Foreign Affairs», «Slavic Review», «American History Review», «Orbis», «Political Science Quarterly» и др. изданиях.
Принимал участие в научно-исследовательских конференциях, читал лекции в Военной академии США, Военно-морском колледже, Институте зарубежной службы Государственного департамента США и др.
Профессор истории Виргинского университета Чарльз Эванс (англ. Charles T. Evans), бывший аспирантом Хаммонда, причисляет его к представителям поколения западных учёных времён холодной войны, отрицательно относившихся к коммунистической идеологии Советского Союза:

Я всегда считал Хаммонда воином холодной войны, одним из многочисленных учёных, переживших времена холодной войны и всегда думавших о взаимоотношениях с Советским Союзом с точки зрения войны.
Оригинальный текст (англ.)I always considered Hammond a Cold War warrior, one of the numerous academics who had lived through the Cold War and always thought of it in terms of a war with the Soviet Union.

Помимо преподавательской и научной работы Хаммонд вёл активную общественную деятельность, входил в различные комитеты и общества. В конце 1950-х — начале 1960-х годов выступал против политики расовой сегрегации, участвовал в движении за гражданские права чернокожих в США. Входил в Совет по гражданским правам штата Виргиния, был членом исполнительного комитета отделения Национальной ассоциации содействия прогрессу цветного населения в Шарлотсвилле.

## Фотография
Во время поездок в Советский Союз в 1950—1970-х годах Хаммондом выполнены тысячи фотографий, запечатлевших достопримечательности разных городов, лица советских людей, сцены из советского быта и пр. В числе заснятых им мест — Москва, Ленинград, города Поволжья, Украины, Крыма, Грузии, Прибалтики, Средней Азии.
При произведении фотосъёмок в Советском Союзе у Хаммонда возникали проблемы: в 1958 году в Риге он был задержан и получил «официальное предупреждение» о запрете съёмок Октябрьского моста:

Акт

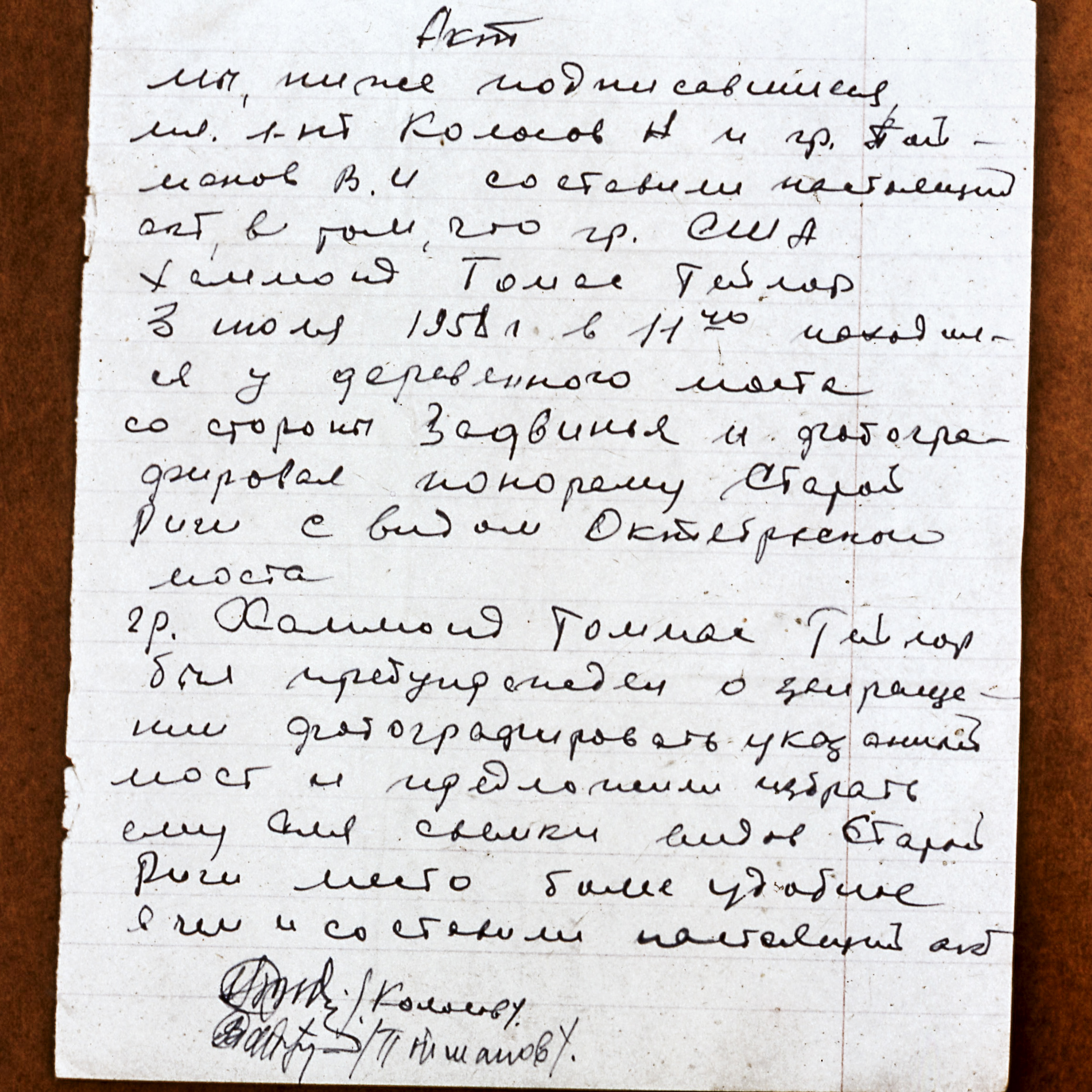
Акт о запрете фотосъёмки Октябрьского моста. Рига. 3 июля 1958

Мы, нижеподписавшиеся мл. л-нт Колосов Н. и гр. Пайманов В. И. составили настоящий акт, в том, что гр. США Хаммонд Томас Тейлор 3 июля 1958 г. в 11-40 находился у деревянного моста со стороны Задвинья и фотографировал панораму Старой Риги с видом Октябрьского моста.

Гр. Хаммонд Томмас Тейлор был предупреждён о запрещении фотографировать указанный мост и предложили избрать ему для съёмки видов Старой Риги место более удобное в чём и составили настоящий акт.

/Колосов/
/Пайманов/

В 1959 и 1966 годах очерки Хаммонда о поездках в СССР, проиллюстрированные его фотоработами, печатались в журнале «National Geographic». Фотоочерк «Взгляд на Советский Союз из первых рук» (англ. A Firsthand look at the Soviet Union), опубликованный в 1959 году с указанием на то, что имена советских граждан, с которыми общался путешественник, изменены во избежание проблем у информаторов, стал первой со времён Второй мировой войны публикацией об СССР в «National Geographic».

## Наследие
Архив Томаса Тейлора Хаммонда хранится в Виргинском университете (The Thomas T. Hammond Collection at the University of Virginia). Коллекция охватывает 1929—1992 годы и содержит 32 000 единиц хранения, которые составляют переписка, рукописи, материалы, связанные с исследовательской работой, преподавательской деятельностью и путешествиями, фотографии, документы из семейных архивов и др. материалы.

### Книги
Монографии:
- Yugoslavia: Between East and West (1954)
- Lenin on trade unions and revolution (1957)
- Red flag over Afghanistan: The Soviet invasion of Afghanistan and its consequences (1982)

Редакция:
- Soviet foreign relations and World Communism: A selected, annotated bibliography of 7,000 books in 30 languages (1965)
- The anatomy of communist takeovers (1971, 1975)
- Witnesses to the origins of the Cold War (1982)

### Статьи
- Hammond Th. T. A Firsthand look at the Soviet Union (англ.) // National Geographic Magazine. — 1959. — Iss. September, no. 9. — P. 352—411.
- Hammond Th. T. An American in Москва Russia`s capital (англ.) // National Geographic Magazine. — 1966. — Iss. March, no. 3 (129). — P. 297—351.

### Архивы
- Papers of Thomas Taylor Hammond 1929—1992 //   Special Collections Department, University of Virginia Library. Ф. 12776. — 32,000 items (26.6 shelf feet).